# Sionviller
Sionviller (1249: Suenviller, 1447: Sewoinviller) ist eine französische Gemeinde im Département Meurthe-et-Moselle in der Region Grand Est (bis 2015 Lothringen).

## Bevölkerungsentwicklung

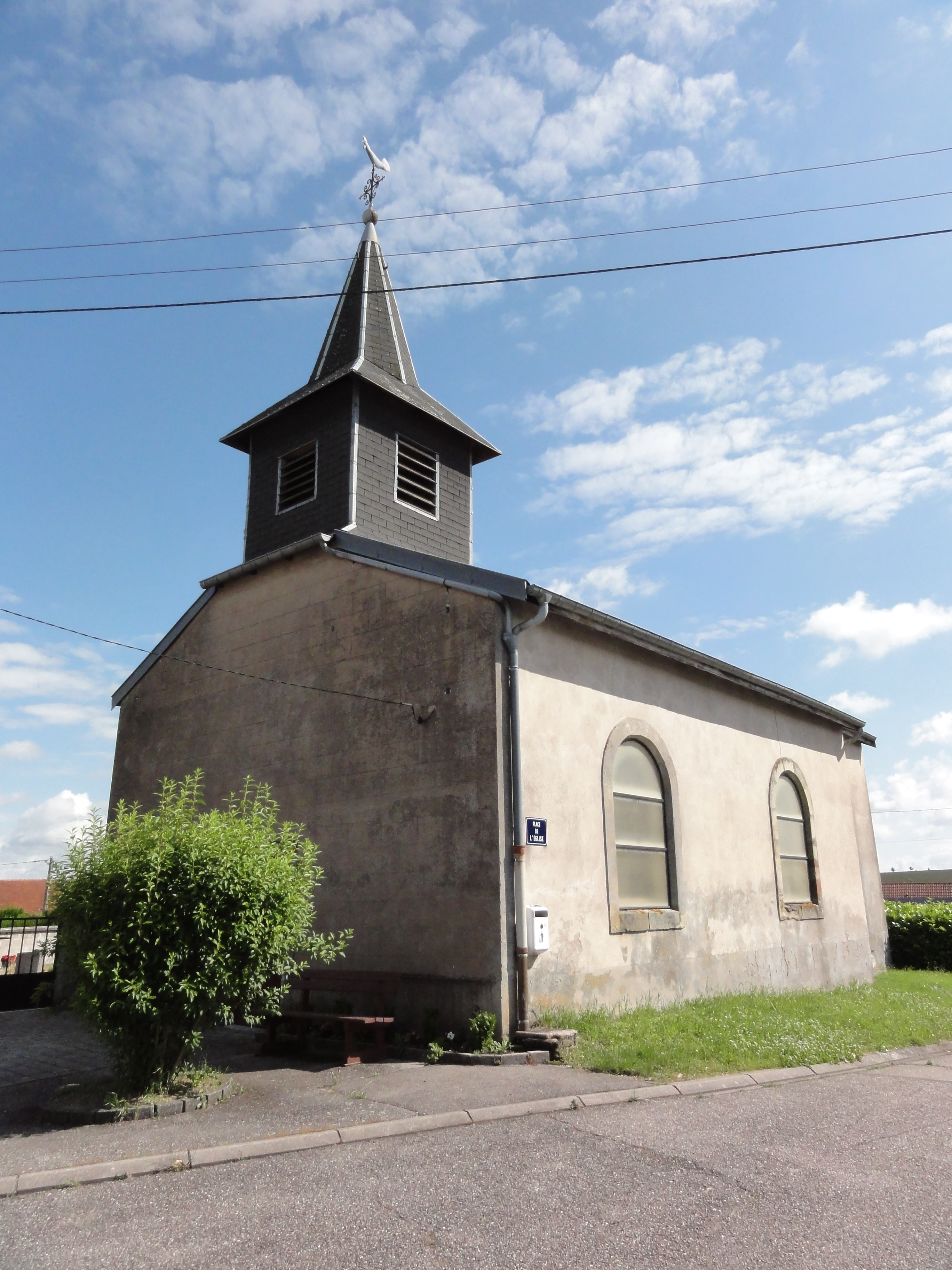
Kirche Saint-Étienne

| Jahr      | 1954 | 1962 | 1968 | 1975 | 1982 | 1990 | 1999 | 2006 | 2019 |
| Einwohner | 60   | 66   | 50   | 52   | 81   | 121  | 117  | 97   | 103  |